# Campionato europeo maschile under 21 di calcio 2017
Il Campionato europeo di calcio Under-21 2017 è stata la 21ª edizione del torneo. Si è svolto in Polonia dal 16 al 30 giugno 2017.

## Scelta del paese organizzatore
La Polonia è stata scelta come paese organizzatore dal Comitato esecutivo dell'UEFA, riunito il 26 gennaio 2015 a Nyon, in Svizzera.

## Qualificazioni
La Polonia è ammessa di diritto alla fase finale in quanto paese organizzatore.
I rimanenti undici posti sono assegnati tramite un percorso di qualificazione che vede la partecipazione di 52 nazionali suddivise in 9 gironi (7 da sei squadre e 2 da cinque). Accedono alla fase finale le prime di ogni girone; le migliori quattro seconde classificate si sfidano negli spareggi per gli ultimi due posti.

### Squadre qualificate
| #  | Squadra              | Data             |
| -- | -------------------- | ---------------- |
| 1  | Polonia (di diritto) | 26 gennaio 2015  |
| 2  | Portogallo           | 6 settembre 2016 |
| 3  | Danimarca            | 6 settembre 2016 |
| 4  | Inghilterra          | 6 ottobre 2016   |
| 5  | Slovacchia           | 6 ottobre 2016   |
| 6  | Germania             | 7 ottobre 2016   |
| 7  | Rep. Ceca            | 7 ottobre 2016   |
| 8  | Svezia               | 10 ottobre 2016  |
| 9  | Italia               | 11 ottobre 2016  |
| 10 | Macedonia            | 11 ottobre 2016  |
| 11 | Spagna               | 15 novembre 2016 |
| 12 | Serbia               | 15 novembre 2016 |

## Stadi
| Lublino Kielce Cracovia Tychy Gdynia Bydgoszcz | Lublino          | Kielce           | Tychy                     |
| ---------------------------------------------- | ---------------- | ---------------- | ------------------------- |
| Lublino Kielce Cracovia Tychy Gdynia Bydgoszcz | Arena Lublin     | Kolporter Arena  | Stadion Miejski           |
| Lublino Kielce Cracovia Tychy Gdynia Bydgoszcz | Capienza: 15 500 | Capienza: 15 500 | Capienza: 15 300          |
| Lublino Kielce Cracovia Tychy Gdynia Bydgoszcz |                  |                  |                           |
| Lublino Kielce Cracovia Tychy Gdynia Bydgoszcz | Cracovia         | Gdynia           | Bydgoszcz                 |
| Lublino Kielce Cracovia Tychy Gdynia Bydgoszcz | Stadion Cracovii | Stadion MOSiR    | Stadion Polonii Bydgoszcz |
| Lublino Kielce Cracovia Tychy Gdynia Bydgoszcz | Capienza: 15 016 | Capienza: 15 139 | Capienza: 20 247          |
| Lublino Kielce Cracovia Tychy Gdynia Bydgoszcz |                  |                  |                           |

## Sorteggio
Il sorteggio per la fase finale si è tenuto il 1º dicembre 2016 nella Pepsi Arena di Varsavia. Il ranking ha stabilito le due squadre teste di serie che si sono aggiunte alla Polonia padrona di casa. Tali squadre non potevano finire quindi nello stesso gruppo, così come la terza, la quarta e la quinta del ranking. Le sei squadre rimanenti sono state poste nell'ultima urna a occupare le posizioni rimanenti nei tre gironi.
| Teste di serie                    | Seconda fascia                     | Terza fascia                                                    |
| --------------------------------- | ---------------------------------- | --------------------------------------------------------------- |
| - Polonia - Germania - Portogallo | - Inghilterra - Spagna - Danimarca | - Italia - Svezia - Rep. Ceca - Serbia - Slovacchia - Macedonia |

## Convocazioni
Le liste ufficiali, composte da ventitré giocatori (di cui tre portieri), saranno da presentare entro circa due settimane dall'inizio della manifestazione. Fino a ventiquattro ore prima della partita d'esordio della squadra, tuttavia, è ancora ammessa la possibilità di sostituire uno o più convocati in caso di infortunio che ne pregiudichi la disputa del torneo.
Saranno selezionabili i giocatori nati dopo il 1º gennaio 1994.

## Fase a gruppi
Per la prima volta nella storia della competizione partecipano 12 squadre, divise in tre gironi da quattro compagini. Passano il turno, accedendo alle semifinali, le prime classificate di ogni gruppo più la migliore seconda (evidenziate in verde).

### Girone A

#### Classifica
| Pos. | Squadra     | Pt | G | V | N | P | GF | GS | DR |
| ---- | ----------- | -- | - | - | - | - | -- | -- | -- |
| 1.   | Inghilterra | 7  | 3 | 2 | 1 | 0 | 5  | 1  | +4 |
| 2.   | Slovacchia  | 6  | 3 | 2 | 0 | 1 | 6  | 3  | +3 |
| 3.   | Svezia      | 2  | 3 | 0 | 2 | 1 | 2  | 5  | -3 |
| 4.   | Polonia     | 1  | 3 | 0 | 1 | 2 | 3  | 7  | -4 |

#### Risultati
| Kielce 16 giugno 2017, ore 18:00 CEST Incontro 1 | Svezia         | 0 – 0 referto | Inghilterra | City Stadium Kielce (11 672 spett.)\| Arbitro: \| Tobias Stieler \| |
| Arbitro:                                         | Tobias Stieler |               |             |                                                                     |

| Arbitro: | Serdar Gözübüyük |

|           |           |                          |
| Lipski 1’ | Marcatori | 20’ Valjent 78’ Safranko |

| Arbitro: | Gediminas Mažeika |

|            |           |                        |
| Chrien 23’ | Marcatori | 50’ Mawson 61’ Redmond |

| Arbitro: | Slavko Vinčić |

|                                 |           |                                |
| Moneta 6’ Kownacki 90+1’ (rig.) | Marcatori | 36’ Strandberg 41’ Une Larsson |

| Arbitro: | Harald Lechner |

|                                     |           |  |
| Gray 6’ Murphy 69’ Baker 82’ (rig.) | Marcatori |  |

| Arbitro: | Jesús Gil Manzano |

|                                 |           |  |
| Chrien 5’ Mihalík 22’ Šatka 73’ | Marcatori |  |

### Girone B

#### Classifica
| Pos. | Squadra    | Pt | G | V | N | P | GF | GS | DR |
| ---- | ---------- | -- | - | - | - | - | -- | -- | -- |
| 1.   | Spagna     | 9  | 3 | 3 | 0 | 0 | 9  | 1  | +8 |
| 2.   | Portogallo | 6  | 3 | 2 | 0 | 1 | 7  | 5  | +2 |
| 3.   | Serbia     | 1  | 3 | 0 | 1 | 1 | 2  | 5  | -3 |
| 4.   | Macedonia  | 1  | 3 | 0 | 1 | 2 | 4  | 11 | -7 |

#### Risultati
| Arbitro: | Benoît Bastien |

|                          |           |  |
| Guedes 37’ Fernandes 88’ | Marcatori |  |

| Arbitro: | Harald Lechner |

|                                                    |           |  |
| Saúl 10’ Asensio 16’, 54’, 72’ Deulofeu 35’ (rig.) | Marcatori |  |

| Arbitro: | Bobby Madden |

|                            |           |                                |
| Gaćinović 24’ Đurđević 90’ | Marcatori | 64’ (rig.) Bardhi 83’ Gjorgjev |

| Arbitro: | Tobias Stieler |

|           |           |                                            |
| Bruma 77’ | Marcatori | 21’ Saúl 65’ Sandro Ramírez 90+3’ Williams |

| Arbitro: | Ivan Kružliak |

|                         |           |                                    |
| Bardhi 40’ Markoski 80’ | Marcatori | 2’ Ié 22’, 90+1’ Bruma 57’ Podence |

| Arbitro: | Gediminas Mažeika |

|  |           |                  |
|  | Marcatori | 38’ Denis Suárez |

### Girone C

#### Classifica
| Pos. | Squadra   | Pt | G | V | N | P | GF | GS | DR |
| ---- | --------- | -- | - | - | - | - | -- | -- | -- |
| 1.   | Italia    | 6  | 3 | 2 | 0 | 1 | 4  | 3  | +1 |
| 2.   | Germania  | 6  | 3 | 2 | 0 | 1 | 5  | 1  | +4 |
| 3.   | Danimarca | 3  | 3 | 1 | 0 | 2 | 4  | 7  | -3 |
| 4.   | Rep. Ceca | 3  | 3 | 1 | 0 | 2 | 5  | 7  | -2 |

#### Risultati
| Arbitro: | Jesús Gil Manzano |

|                      |           |  |
| Meyer 44’ Gnabry 50’ | Marcatori |  |

| Arbitro: | Ivan Kružliak |

|  |           |                            |
|  | Marcatori | 54’ Pellegrini 86’ Petagna |

| Arbitro: | Benoît Bastien |

|                                    |           |             |
| Trávník 24’ Havlík 79’ Lüftner 85’ | Marcatori | 70’ Berardi |

| Arbitro: | Serdar Gözübüyük |

|                               |           |  |
| Selke 53’ Kempf 73’ Amiri 79’ | Marcatori |  |

| Arbitro: | Slavko Vinčić |

|                  |           |  |
| Bernardeschi 31’ | Marcatori |  |

| Arbitro: | Bobby Madden |

|                      |           |                                               |
| Schick 27’ Chorý 54’ | Marcatori | 23’ Andersen 35’, 73’ Zohore 90+1’ Ingvartsen |

### Raffronto delle seconde classificate
| Pos. | Squadra    | Pt | G | V | N | P | GF | GS | DR | Gir |
| ---- | ---------- | -- | - | - | - | - | -- | -- | -- | --- |
| 1.   | Germania   | 6  | 3 | 2 | 0 | 1 | 5  | 1  | +4 | C   |
| 2.   | Slovacchia | 6  | 3 | 2 | 0 | 1 | 6  | 3  | +3 | A   |
| 3.   | Portogallo | 6  | 3 | 2 | 0 | 1 | 7  | 5  | +2 | B   |

## Fase a eliminazione diretta

### Tabellone
|  | Semifinali | Semifinali     | Semifinali |        |          | Finale   | Finale | Finale |  |
|  |            |                |            |        |          |          |        |        |  |
|  | 1A         | Inghilterra    | 2 (3)      |        |          |          |        |        |  |
|  | 1A         | Inghilterra    | 2 (3)      |        |          |          |        |        |  |
|  | 2C         | Germania (dcr) | 2 (4)      |        |          |          |        |        |  |
|  | 2C         | Germania (dcr) | 2 (4)      |        | Germania | Germania | 1      |        |  |
|  |            |                |            |        | Germania | Germania | 1      |        |  |
|  |            |                | Spagna     | Spagna | 0        |          |        |        |  |
|  | 1B         | Spagna         | Spagna     | Spagna | 0        | 3        |        |        |  |
|  | 1B         | Spagna         |            |        |          |          |        |        |  |
|  | 1C         | Italia         | 1          |        |          |          |        |        |  |

### Semifinali
| Arbitro: | Gediminas Mažeika |

|                                            |                      |                                     |
| Gray 41’ Abraham 50’                       | Marcatori            | 35’ Selke 70’ Platte                |
| Baker Abraham Chilwell Ward-Prowse Redmond | Tiri di rigore 3 – 4 | Arnold Gerhardt Philipp Meyer Amiri |

| Arbitro: | Slavko Vinčić |

|                    |           |                  |
| Saúl 53’, 65’, 74’ | Marcatori | 62’ Bernardeschi |

### Finale
| Arbitro: | Benoît Bastien |

|            |           |  |
| Weiser 40’ | Marcatori |  |

| Germania | Spagna |

| P             | 12 | Julian Pollersbeck    |     |     |
| D             | 2  | Jeremy Toljan         |     |     |
| D             | 5  | Niklas Stark          | 52’ |     |
| D             | 15 | Marc-Oliver Kempf     |     |     |
| D             | 3  | Yannick Gerhardt      |     |     |
| C             | 19 | Janik Haberer         | 50’ | 82’ |
| C             | 17 | Mitchell Weiser       |     |     |
| C             | 7  | Max Meyer             | 78’ |     |
| C             | 10 | Maximilian Arnold (c) | 47’ |     |
| C             | 11 | Serge Gnabry          |     | 81’ |
| A             | 22 | Maximilian Philipp    |     | 87’ |
| Sostituzioni: |    |                       |     |     |
| C             | 18 | Nadiem Amiri          |     | 81’ |
| C             | 21 | Dominik Kohr          |     | 82’ |
| C             | 20 | Levin Öztunalı        |     | 87’ |
| Allenatore:   |    |                       |     |     |
| Stefan Kuntz  |    |                       |     |     |

| P              | 1  | Kepa Arrizabalaga   |     |     |
| D              | 2  | Héctor Bellerín     |     |     |
| D              | 4  | Jorge Meré          |     |     |
| D              | 5  | Jesús Vallejo       | 89’ |     |
| D              | 19 | Jonny Castro        |     | 51’ |
| C              | 8  | Saúl Ñíguez         | 43’ |     |
| C              | 22 | Marcos Llorente     | 54’ | 83’ |
| C              | 6  | Dani Ceballos       |     |     |
| A              | 11 | Marco Asensio       |     |     |
| A              | 12 | Sandro              |     | 71’ |
| A              | 7  | Gerard Deulofeu (c) |     |     |
| Sostituzioni:  |    |                     |     |     |
| D              | 3  | José Luis Gayà      |     | 51’ |
| A              | 15 | Iñaki Williams      |     | 71’ |
| A              | 9  | Borja Mayoral       |     | 83’ |
| Allenatore:    |    |                     |     |     |
| Albert Celades |    |                     |     |     |

## Classifica marcatori
5 reti
- Saúl Ñíguez

3 reti
- Bruma
- Marco Asensio

2 reti
- Kenneth Zohore
- Davie Selke
- Demarai Gray
- Federico Bernardeschi
- Enis Bardhi

1 rete
- Lucas Andersen
- Marcus Ingvartsen
- Felix Platte
- Nadiem Amiri
- Marc Oliver Kempf
- Max Meyer
- Mitchell Weiser
- Serge Gnabry
- Alfie Mawson
- Jacob Murphy
- Lewis Baker (1 rigore)

- Nathan Redmond
- Tammy Abraham
- Andrea Petagna
- Domenico Berardi
- Lorenzo Pellegrini
- Kire Markoski
- Nikola Gjorgjev
- Dawid Kownacki (1 rigore)
- Łucasz Moneta
- Patryk Lipski
- Bruno Fernandes

- Daniel Podence
- Edgar Ié
- Gonçalo Guedes
- Marek Havlík
- Michal Lüftner
- Michal Trávník
- Patrik Schick
- Tomáš Chorý
- Mijat Gaćinović
- Uroš Đurđević
- Jaroslav Mihalík

- Ľubomír Šatka
- Martin Chrien
- Pavol Šafranko
- Martin Valjent
- Denis Suárez
- Gerard Deulofeu (1 rigore)
- Iñaki Williams
- Sandro Ramírez
- Carlos Strandberg
- Jacob Une Larsson